# Mihai Neamțu
Mihai Neamțu, cunoscut ca Unchiul Mihai, (n. 12 octombrie 1924, la Prilog, județul Satu Mare – d. 23 iunie 2000, Prilog, județul Satu Mare) a fost un călugăr bazilian (greco-catolic), om de rugăciune și sfătuitor în probleme spirituale, terapeut autodidact și bun cunoscător al remediilor datorate folosirii plantelor medicinale. Procesul său de beatificare este în curs.

## Biografie
Mihai Neamțu s-a născut la 12 octombrie 1924, în Prilog, județul Satu Mare, părinți fiind Gheorghe Neamțu, învățător și cantor bisericesc și Terezia Neamțu, într-o familie cu 12 copii. Între anii 1931–1936 a urmat școala primară în satul natal. În anul 1938 a paralizat pe partea stângă.
A fost cântăreț bisericesc, doi ani, la mănăstirea greco-catolică de la Bixad, însă din cauza unor probleme de sănătate, a revenit la casa părintească. La 1 decembrie 1948 Biserica Română Unită cu Roma, Greco-Catolică a fost interzisă, prin Decretul 358. În perioada de persecuție a Bisericii Greco-Catolice, Mihai Neamțu a avut o activitate pastorală intensă. De aceea a fost urmărit în permanență de către Securitatea Statului comunist român.
O mulțime de oameni, de pe întregul cuprins al țării, dar și din străinătate, îl căutau pe fratele Mihai din Prilog pentru sprijin cu sfaturi, ceaiuri și rugăciuni, în problemele trupești și sufletești.
În condiții de clandestinitate, Mihai Neamțu a fost reprimit în Ordinul Sfântul Vasile cel Mare, la 2 februarie 1981, de către superiorul provincial al ordinului, părintele Gheorghe Marina, OSBM. Mihai Neamțu a depus voturile perpetue la 1 ianuarie 1986.
Călugărul Mihai Neamțu OSBM s-a stins din viață la 23 iunie 2000.

## Cauza de beatificare
La data de „15 august 2018, de Sărbătoarea Adormirii Maicii Domnului, Preafericitul Părinte Cardinal LUCIAN, Arhiepiscop Major al Bisericii Române Unită cu Roma, Greco-Catolică, a publicat Edictul prin care se manifestă în mod public Cererea Părintelui Postulator Cristian Barta, legată de începerea Cauzei și a Anchetei arhieparhiale asupra vieții și virtuților eroice, precum și asupra faimei de sfințenie unită cu faima semnelor ale Slujitorului lui Dumnezeu MIHAI NEAMȚU OSBM.”

## Aprecieri ale contemporanilor
„Unchiul” Mihai: „omul care vede prin oameni”

„Cu aceste cuvinte era caracterizat, într-un editorial din revista Flacăra, condusă de Adrian Păunescu, în anii '80, Mihai Neamțu din Prilog. Un articol paradoxal pentru perioada comunistă, controversat datorită îndrăznelii de a vorbi despre un om al lui Dumnezeu în timpurile de ceață ale libertății religioase.”